# SpeedSource
SpeedSource était une équipe américaine de sport automobile fondée par le pilote canadien Sylvain Tremblay. Elle a participé à différentes compétitions automobiles aux États-Unis et au Canada et était basée à Coral Springs, en Floride. L'écurie a stoppé toute activité en 2017 après l'arrêt de la collaboration avec Mazda dans le championnat WeatherTech SportsCar Championship et ces équipements ont été vendus aux enchères en janvier 2018.

## Histoire

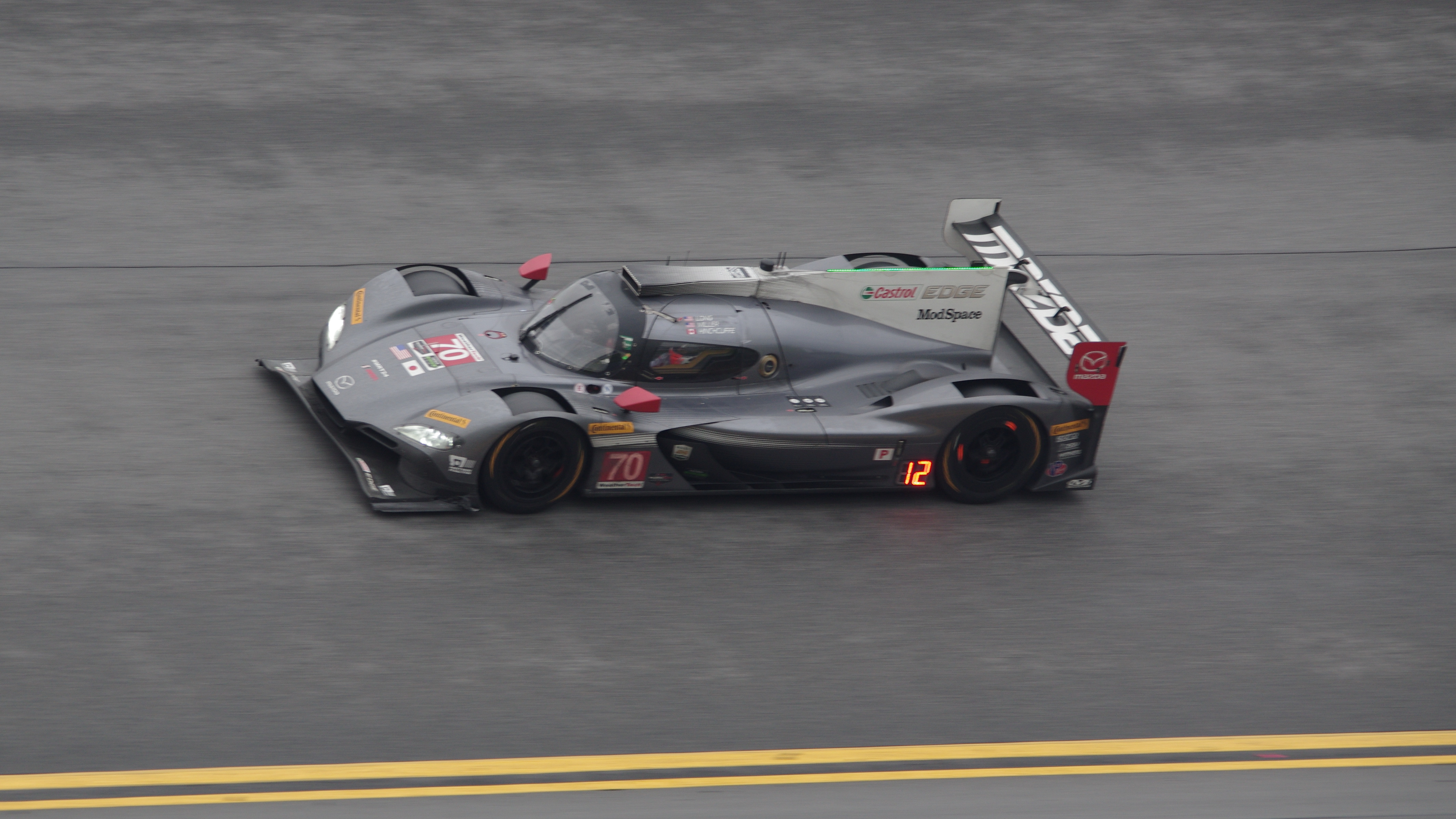
La Mazda RT24-P engagée par SpeedSource lors des 24 Heures de Daytona 2017

En juillet 2017, après une longue collaboration avec le constructeur automobile Mazda pour lequel SpeedSource avait fait participer différentes voitures à différents championnats, l'écurie américaine fut avertie par ce même constructeur de la suspension de son implication dans le WeatherTech SportsCar Championship 2017 à la suite des performances en deçà de leurs objectifs et de l'arrêt de leur collaboration avec SpeedSource afin de se concentrer sur sa participation au WeatherTech SportsCar Championship 2017 avec comme partenaire technique le Team Joest,. De ce fait, SpeedSource ne participa pas aux 3 dernières manches du championnat WeatherTech SportsCar Championship 2017.
En Janvier 2018, sans programme sportif, l'écurie SpeedSource a mis en ventes ses voitures et son matériel et mis fin à ses activités.

## Palmarès

### Résultats aux24 Heures de Daytona
| Année | Classe | no | Pilotes                                                            | Voiture           | Pneus | Tours | Pos. |
| ----- | ------ | -- | ------------------------------------------------------------------ | ----------------- | ----- | ----- | ---- |
| 2014  | P      | 07 | Tristan Nunez Joel Miller Tristan Vautier                          | Lola B12/80-Mazda | C     | 445   | Abd. |
| 2014  | P      | 70 | Sylvain Tremblay James Hinchcliffe Tom Long                        | Lola B12/80-Mazda | C     | 369   | Abd. |
| 2015  | P      | 07 | Tom Long Joel Miller Ben Devlin Sylvain Tremblay                   | Lola B12/80-Mazda | C     | 348   | Abd. |
| 2015  | P      | 70 | Sylvain Tremblay Tristan Nunez Jonathan Bomarito James Hinchcliffe | Lola B12/80-Mazda | C     | 198   | Abd. |
| 2016  | P      | 55 | Tristan Nunez Jonathan Bomarito Spencer Pigot                      | Lola B08/80-Mazda | C     | 327   | Abd. |
| 2016  | P      | 70 | Tom Long Joel Miller Ben Devlin                                    | Lola B08/80-Mazda | C     | 11    | Abd. |
| 2017  | P      | 55 | Tristan Nunez Jonathan Bomarito Spencer Pigot                      | Mazda RT24-P      | C     | 538   | Abd. |
| 2017  | P      | 70 | Tom Long Joel Miller James Hinchcliffe                             | Mazda RT24-P      | C     | 462   | Abd. |